# Perlsdorf
Perlsdorf è una frazione di 280 abitanti del comune austriaco di Paldau, nel distretto di Südoststeiermark (Stiria). Già comune autonomo, il 1º gennaio 2015 è stato aggregato a Paldau assieme alle località di Kohlberg, già frazione del comune soppresso di Kohlberg, e di Reith e Unterstorcha, già frazioni del comune soppresso di Oberstorcha.